# John Aloisi
John Aloisi (Adelaide, 5 febbraio 1976) è un allenatore di calcio ed ex calciatore australiano, di ruolo attaccante, tecnico del Western Utd.

## Biografia
È il fratello minore di Ross Aloisi.

## Carriera

### Club

#### Giocatore

##### Inizi
Di origini italiane, ha esordito nella massima divisione australiana nel 1992, con la maglia dell'Adelaide City. Nel mese di dicembre è passato ai belgi dello Standard Liegi. Nel 1993 si è trasferito all'Anversa, club in cui ha militato fino al novembre 1995.

##### Italia: Cremonese
Nel novembre 1995 viene ingaggiato dalla Cremonese, club italiano militante in Serie A. Il debutto nel massimo campionato è avvenuto il 26 novembre 1995, in Cremonese-Padova (2-1), incontro nel quale ha stabilito il record di gol più veloce in Serie A per un calciatore esordiente straniero alla prima gara da titolare, siglando la rete del momentaneo vantaggio dei padroni di casa dopo due minuti di gioco. Nella prima stagione in Italia, conclusasi con la retrocessione in Serie B del club grigiorosso, Aloisi ha collezionato, in totale, 22 presenze e 2 reti. Nella stagione successiva, conclusasi con una nuova retrocessione per il club grigiorosso, Aloisi ha disputato 30 gare e messo a segno tre reti.

##### Inghilterra: Portsmouth e Coventry City
Nel 1997 si è trasferito in Inghilterra, al Portsmouth, club militante nella seconda serie inglese. Il debutto in campionato è datato 9 agosto 1997, nell'incontro Manchester City-Portsmouth (2-2). Ha militato nel club hampshiriano fino al dicembre dell'anno successivo, totalizzando 29 reti in 67 incontri disputati. Il 18 dicembre 1998 è stato acquistato dal Coventry City, club militante nella massima divisione inglese, per 650.000 sterline. Il debutto in Premier League è avvenuto il giorno successivo, in Coventry City-Derby County (1-1). Ha militato nel club azzurro per tre stagioni, totalizzando 44 presenze e 13 reti.

##### Spagna: Osasuna e Alavés
Nell'estate 2001 è passato all'Osasuna, club spagnolo militante in Liga. Il debutto nella massima serie spagnola è avvenuto il 26 agosto 2001, nell'incontro Osasuna-Celta de Vigo (0-3). Ha militato nel club per quattro stagioni, collezionando con i rossi un totale di 33 reti in 132 presenze. Nell'estate 2005, dopo essere stato molto vicino al trasferimento al Panathīnaïkos, è stato ingaggiato dall'Alavés. Il debutto con la nuova maglia è avvenuto il 18 settembre 2005, nell'incontro di campionato Alavés-Getafe Club (3-4). Ha militato nel club biancazzurro per due stagioni, totalizzando 60 presenze e 16 reti.

##### Ultimi anni
Il 20 ottobre 2007 è tornato in Australia, firmando un contratto con il Central Coast Mariners. Il 3 marzo 2008 si è trasferito al Sydney, dove ha militato per due stagioni. Il 29 marzo 2010 viene ufficializzato il suo trasferimento a parametro zero al Melbourne Heart. Al termine della stagione ha annunciato il proprio ritiro dal calcio giocato.

### Nazionale

#### Nazionale olimpica
Nel 1996 ha partecipato alla XXVI Olimpiade. Nel 2004 ha partecipato come fuori quota, con la Nazionale olimpica, alla XXVIII Olimpiade, competizione nella quale ha siglato un totale di tre reti in quattro incontri disputati.

#### Nazionale maggiore
Ha debuttato in Nazionale maggiore il 12 marzo 1997, nell'amichevole Macedonia-Australia (0-1). Ha messo a segno le sue prime reti con la maglia della Nazionale maggiore l'11 giugno 1997, siglando 5 reti nell'incontro Australia-Isole Salomone (13-0). Ha partecipato, con la Nazionale, ai Mondiali 2006, alle Confederations Cup nelle edizioni 1997, 2001 e 2005, alla Coppa d'Oceania 2004 e alla Coppa d'Asia 2007. Ha collezionato in totale, con la maglia della Nazionale maggiore, 55 presenze e 27 reti, risultando il quarto miglior marcatore della storia della nazionale australiana.

### Allenatore
Il 23 ottobre 2011 viene chiamato ad allenare le giovanili del Melbourne. Ha ricoperto l'incarico fino al 4 marzo 2012. L'8 maggio 2012 diventa allenatore della prima squadra del Melbourne. Viene sollevato dall'incarico il 28 dicembre 2013. Il 26 maggio 2015 viene ingaggiato dal Brisbane Roar come nuovo tecnico della prima squadra. Il 28 dicembre 2018 si è dimesso. Il 15 luglio 2021 viene ufficializzato il suo ingaggio da parte del Western United.

## Statistiche

### Presenze e reti nei club
| Stagione             | Squadra              | Campionato           | Campionato | Campionato | Coppe nazionali | Coppe nazionali | Coppe nazionali | Coppe continentali | Coppe continentali | Coppe continentali | Altre coppe | Altre coppe | Altre coppe | Totale | Totale |
| Stagione             | Squadra              | Comp                 | Pres       | Reti       | Comp            | Pres            | Reti            | Comp               | Pres               | Reti               | Comp        | Pres        | Reti        | Pres   | Reti   |
| -------------------- | -------------------- | -------------------- | ---------- | ---------- | --------------- | --------------- | --------------- | ------------------ | ------------------ | ------------------ | ----------- | ----------- | ----------- | ------ | ------ |
| 1991-1992            | Adelaide City        | NPSL                 | 1          | 0          | NSLC            | 0               | 0               | -                  | -                  | -                  | -           | -           | -           | 1      | 0      |
| 1992-1993            | Standard Liegi       | I                    | 0          | 0          | CB              | 1               | 0               | UEFA               | 1                  | 0                  | -           | -           | -           | 2      | 0      |
| 1993-1994            | Anversa              | I                    | 7          | 2          | CB              | 1               | 0               | -                  | -                  | -                  | -           | -           | -           | 8      | 2      |
| 1994-1995            | Anversa              | I                    | 16         | 3          | CB              | 2               | 3               | -                  | -                  | -                  | -           | -           | -           | 19     | 6      |
| giu.-nov. 1995       | Anversa              | I                    | 12         | 2          | CB              | 0               | 0               | -                  | -                  | -                  | -           | -           | -           | 12     | 2      |
| Totale Anversa       | Totale Anversa       | Totale Anversa       | 35         | 7          |                 | 3               | 3               |                    | -                  | -                  |             | -           | -           | 38     | 10     |
| nov. 1995-1996       | Cremonese            | A                    | 22         | 2          | CI              | 0               | 0               | -                  | -                  | -                  | -           | -           | -           | 22     | 2      |
| 1996-1997            | Cremonese            | B                    | 26         | 2          | CI              | 4               | 1               | -                  | -                  | -                  | -           | -           | -           | 30     | 3      |
| Totale Cremonese     | Totale Cremonese     | Totale Cremonese     | 48         | 4          |                 | 4               | 1               |                    | -                  | -                  |             | -           | -           | 52     | 5      |
| 1997-1998            | Portsmouth           | FD                   | 38         | 12         | FA+FLC          | 1+2             | 0+0             | -                  | -                  | -                  | -           | -           | -           | 41     | 12     |
| giu.-dic. 1998       | Portsmouth           | FD                   | 22         | 14         | FA+FLC          | 0+4             | 0+3             | -                  | -                  | -                  | -           | -           | -           | 26     | 16     |
| Totale Portsmouth    | Totale Portsmouth    | Totale Portsmouth    | 60         | 26         |                 | 1+6             | 0+3             |                    | -                  | -                  |             | -           | -           | 67     | 29     |
| dic. 1998-1999       | Coventry City        | PL                   | 14         | 5          | FA+FLC          | 2+0             | 0+0             | -                  | -                  | -                  | -           | -           | -           | 16     | 5      |
| 1999-2000            | Coventry City        | PL                   | 7          | 2          | FA+FLC          | 0+0             | 0+0             | -                  | -                  | -                  | -           | -           | -           | 7      | 2      |
| 2000-2001            | Coventry City        | PL                   | 18         | 3          | FA+FLC          | 0+3             | 0+3             | -                  | -                  | -                  | -           | -           | -           | 21     | 6      |
| Totale Coventry City | Totale Coventry City | Totale Coventry City | 39         | 10         |                 | 2+3             | 0+3             |                    | -                  | -                  |             | -           | -           | 44     | 13     |
| 2001-2002            | Osasuna              | PD                   | 30         | 9          | CR              | 0               | 0               | -                  | -                  | -                  | -           | -           | -           | 30     | 9      |
| 2002-2003            | Osasuna              | PD                   | 32         | 8          | CR              | 2               | 1               | -                  | -                  | -                  | -           | -           | -           | 34     | 9      |
| 2003-2004            | Osasuna              | PD                   | 33         | 6          | CR              | 3               | 2               | -                  | -                  | -                  | -           | -           | -           | 36     | 8      |
| 2004-2005            | Osasuna              | PD                   | 26         | 6          | CR              | 6               | 2               | -                  | -                  | -                  | -           | -           | -           | 32     | 8      |
| Totale Osasuna       | Totale Osasuna       | Totale Osasuna       | 121        | 28         |                 | 11              | 5               |                    | -                  | -                  |             | -           | -           | 132    | 33     |
| 2005-2006            | Alavés               | PD                   | 33         | 10         | CR              | 1               | 0               | -                  | -                  | -                  | -           | -           | -           | 34     | 10     |
| 2006-2007            | Alavés               | PD                   | 25         | 6          | CR              | 1               | 0               | -                  | -                  | -                  | -           | -           | -           | 26     | 6      |
| Totale Alavés        | Totale Alavés        | Totale Alavés        | 58         | 16         |                 | 2               | 0               |                    | -                  | -                  |             | -           | -           | 60     | 16     |
| 2007-2008            | C.C. Mariners        | A                    | 14+1       | 7+0        | PSCC            | 0               | 0               | -                  | -                  | -                  | -           | -           | -           | 15     | 7      |
| 2008-2009            | Sydney FC            | A                    | 16         | 2          | AC              | 3               | 2               | -                  | -                  | -                  | -           | -           | -           | 19     | 4      |
| 2009-2010            | Sydney FC            | A                    | 21+3       | 9+0        | AC              | 0               | 0               | -                  | -                  | -                  | -           | -           | -           | 24     | 9      |
| Totale Sydney        | Totale Sydney        | Totale Sydney        | 40         | 11         |                 | 3               | 2               |                    | -                  | -                  |             | -           | -           | 43     | 13     |
| 2010-2011            | Melbourne Heart      | A                    | 20         | 8          | AC              | 0               | 0               | -                  | -                  | -                  | -           | -           | -           | 20     | 8      |
| Totale carriera      | Totale carriera      | Totale carriera      | 437        | 117        |                 | 36              | 17              |                    | 1                  | 0                  |             | -           | -           | 473    | 134    |

### Cronologia presenze e reti in nazionale
| Cronologia completa delle presenze e delle reti in nazionale ― Australia | Cronologia completa delle presenze e delle reti in nazionale ― Australia | Cronologia completa delle presenze e delle reti in nazionale ― Australia | Cronologia completa delle presenze e delle reti in nazionale ― Australia | Cronologia completa delle presenze e delle reti in nazionale ― Australia | Cronologia completa delle presenze e delle reti in nazionale ― Australia | Cronologia completa delle presenze e delle reti in nazionale ― Australia | Cronologia completa delle presenze e delle reti in nazionale ― Australia |
| Data                                                                     | Città                                                                    | In casa                                                                  | Risultato                                                                | Ospiti                                                                   | Competizione                                                             | Reti                                                                     | Note                                                                     |
| ------------------------------------------------------------------------ | ------------------------------------------------------------------------ | ------------------------------------------------------------------------ | ------------------------------------------------------------------------ | ------------------------------------------------------------------------ | ------------------------------------------------------------------------ | ------------------------------------------------------------------------ | ------------------------------------------------------------------------ |
| 12-3-1997                                                                | Skopje                                                                   | Macedonia                                                                | 0 – 1                                                                    | Australia                                                                | Amichevole                                                               | -                                                                        | 60’                                                                      |
| 2-4-1997                                                                 | Budapest                                                                 | Ungheria                                                                 | 1 – 3                                                                    | Australia                                                                | Amichevole                                                               | -                                                                        | 74’                                                                      |
| 11-6-1997                                                                | Sydney                                                                   | Australia                                                                | 13 – 0                                                                   | Isole Salomone                                                           | Qual. Mondiali 1998                                                      | 5                                                                        |                                                                          |
| 19-6-1997                                                                | Sydney                                                                   | Australia                                                                | 2 – 0                                                                    | Tahiti                                                                   | Qual. Mondiali 1998                                                      | -                                                                        |                                                                          |
| 28-6-1997                                                                | Auckland                                                                 | Nuova Zelanda                                                            | 0 – 3                                                                    | Australia                                                                | Qual. Mondiali 1998                                                      | 1                                                                        |                                                                          |
| 19-6-1997                                                                | Sydney                                                                   | Australia                                                                | 2 – 0                                                                    | Nuova Zelanda                                                            | Qual. Mondiali 1998                                                      | -                                                                        | 79’                                                                      |
| 1-10-1997                                                                | Tunisi                                                                   | Tunisia                                                                  | 0 – 3                                                                    | Australia                                                                | Amichevole                                                               | -                                                                        | 46’                                                                      |
| 12-12-1997                                                               | Riad                                                                     | Messico                                                                  | 1 – 3                                                                    | Australia                                                                | Conf. Cup 1997 - 1º turno                                                | 1                                                                        |                                                                          |
| 14-12-1997                                                               | Riad                                                                     | Australia                                                                | 0 – 0                                                                    | Brasile                                                                  | Conf. Cup 1997 - 1º turno                                                | -                                                                        | 68’                                                                      |
| 16-12-1997                                                               | Riad                                                                     | Arabia Saudita                                                           | 1 – 0                                                                    | Australia                                                                | Conf. Cup 1997 - 1º turno                                                | -                                                                        | 66’                                                                      |
| 21-12-1997                                                               | Riad                                                                     | Brasile                                                                  | 6 – 0                                                                    | Australia                                                                | Conf. Cup 1997 - Finale                                                  | -                                                                        | 30’                                                                      |
| 6-6-1998                                                                 | Zagabria                                                                 | Croazia                                                                  | 7 – 0                                                                    | Australia                                                                | Amichevole                                                               | -                                                                        | 74’                                                                      |
| 4-10-2000                                                                | Dubai                                                                    | Australia                                                                | 1 – 0                                                                    | Kuwait                                                                   | LG Cup 2000 (Emirati Arabi Uniti)                                        | 1                                                                        | 60’                                                                      |
| 7-10-2000                                                                | Dubai                                                                    | Corea del Sud                                                            | 4 – 2                                                                    | Australia                                                                | LG Cup 2000 (Emirati Arabi Uniti)                                        | -                                                                        | 61’                                                                      |
| 28-2-2001                                                                | Bogotà                                                                   | Colombia                                                                 | 3 – 2                                                                    | Australia                                                                | Amichevole                                                               | -                                                                        | 69’                                                                      |
| 9-4-2001                                                                 | Coffs Harbour                                                            | Australia                                                                | 22 – 0                                                                   | Tonga                                                                    | Qual. Mondiali 2002                                                      | 6                                                                        | 73’                                                                      |
| 14-4-2001                                                                | Coffs Harbour                                                            | Australia                                                                | 2 – 0                                                                    | Figi                                                                     | Qual. Mondiali 2002                                                      | -                                                                        |                                                                          |
| 1-6-2001                                                                 | Taegu                                                                    | Australia                                                                | 1 – 0                                                                    | Francia                                                                  | Conf. Cup 2001 - 1º turno                                                | -                                                                        | 87’                                                                      |
| 8-6-2001                                                                 | Yokohama                                                                 | Giappone                                                                 | 1 – 0                                                                    | Australia                                                                | Conf. Cup 2001 - Semifinale                                              | -                                                                        | 60’                                                                      |
| 20-6-2001                                                                | Auckland                                                                 | Nuova Zelanda                                                            | 0 – 2                                                                    | Australia                                                                | Qual. Mondiali 2002                                                      | -                                                                        | 75’                                                                      |
| 24-6-2001                                                                | Sydney                                                                   | Australia                                                                | 4 – 1                                                                    | Nuova Zelanda                                                            | Qual. Mondiali 2002                                                      | 1                                                                        | 60’                                                                      |
| 15-8-2001                                                                | Fukuroi                                                                  | Giappone                                                                 | 3 – 0                                                                    | Australia                                                                | Amichevole                                                               | -                                                                        | 69’                                                                      |
| 11-11-2001                                                               | Melbourne                                                                | Australia                                                                | 1 – 1                                                                    | Francia                                                                  | Amichevole                                                               | -                                                                        | 58’                                                                      |
| 25-11-2001                                                               | Montevideo                                                               | Uruguay                                                                  | 3 – 0                                                                    | Australia                                                                | Qual. Mondiali 2002                                                      | -                                                                        | 81’                                                                      |
| 12-2-2003                                                                | Londra                                                                   | Inghilterra                                                              | 1 – 3                                                                    | Australia                                                                | Amichevole                                                               | -                                                                        | 57’                                                                      |
| 19-8-2003                                                                | Dublino                                                                  | Irlanda                                                                  | 2 – 1                                                                    | Australia                                                                | Amichevole                                                               | -                                                                        | 78’                                                                      |
| 30-3-2004                                                                | Londra                                                                   | Australia                                                                | 1 – 0                                                                    | Sudafrica                                                                | Amichevole                                                               | -                                                                        | 64’                                                                      |
| 29-5-2004                                                                | Adelaide                                                                 | Australia                                                                | 1 – 0                                                                    | Nuova Zelanda                                                            | Qual. Mondiali 2006                                                      | -                                                                        | 14’                                                                      |
| 31-5-2004                                                                | Adelaide                                                                 | Australia                                                                | 9 – 0                                                                    | Tahiti                                                                   | Qual. Mondiali 2006                                                      | -                                                                        | 46’                                                                      |
| 4-6-2004                                                                 | Adelaide                                                                 | Australia                                                                | 3 – 0                                                                    | Vanuatu                                                                  | Qual. Mondiali 2006                                                      | 2                                                                        |                                                                          |
| 6-6-2004                                                                 | Adelaide                                                                 | Australia                                                                | 2 – 2                                                                    | Isole Salomone                                                           | Qual. Mondiali 2006                                                      | -                                                                        |                                                                          |
| 26-3-2005                                                                | Sydney                                                                   | Australia                                                                | 2 – 1                                                                    | Iraq                                                                     | Amichevole                                                               | -                                                                        |                                                                          |
| 15-6-2005                                                                | Francoforte                                                              | Germania                                                                 | 4 – 3                                                                    | Australia                                                                | Conf. Cup 2005 - 1º turno                                                | 2                                                                        |                                                                          |
| 18-6-2005                                                                | Norimberga                                                               | Australia                                                                | 2 – 4                                                                    | Argentina                                                                | Conf. Cup 2005 - 1º turno                                                | 2                                                                        |                                                                          |
| 21-6-2005                                                                | Lipsia                                                                   | Australia                                                                | 0 – 2                                                                    | Tunisia                                                                  | Conf. Cup 2005 - 1º turno                                                | -                                                                        |                                                                          |
| 3-9-2005                                                                 | Sydney                                                                   | Australia                                                                | 7 – 0                                                                    | Isole Salomone                                                           | Qual. Mondiali 2006                                                      | -                                                                        | 61’                                                                      |
| 9-10-2005                                                                | Londra                                                                   | Australia                                                                | 5 – 0                                                                    | Giamaica                                                                 | Amichevole                                                               | 1                                                                        | 57’                                                                      |
| 12-11-2005                                                               | Montevideo                                                               | Uruguay                                                                  | 1 – 0                                                                    | Australia                                                                | Qual. Mondiali 2006                                                      | -                                                                        | 80’                                                                      |
| 16-11-2005                                                               | Sydney                                                                   | Australia                                                                | 1 – 0 dts (4 – 2 dtr)                                                    | Uruguay                                                                  | Qual. Mondiali 2006                                                      | -                                                                        | 96’                                                                      |
| 4-6-2006                                                                 | Rotterdam                                                                | Paesi Bassi                                                              | 1 – 1                                                                    | Australia                                                                | Amichevole                                                               | -                                                                        | 65’                                                                      |
| 7-6-2006                                                                 | Ulma                                                                     | Liechtenstein                                                            | 1 – 3                                                                    | Australia                                                                | Amichevole                                                               | 1                                                                        |                                                                          |
| 12-6-2006                                                                | Kaiserslautern                                                           | Australia                                                                | 3 – 1                                                                    | Giappone                                                                 | Mondiali 2006 - 1º turno                                                 | 1                                                                        | 75’ 78’                                                                  |
| 18-6-2006                                                                | Monaco di Baviera                                                        | Brasile                                                                  | 2 – 0                                                                    | Australia                                                                | Mondiali 2006 - 1º turno                                                 | -                                                                        | 69’                                                                      |
| 22-6-2006                                                                | Stoccarda                                                                | Croazia                                                                  | 2 – 2                                                                    | Australia                                                                | Mondiali 2006 - 1º turno                                                 | -                                                                        | 63’                                                                      |
| 26-6-2006                                                                | Kaiserslautern                                                           | Italia                                                                   | 1 – 0                                                                    | Australia                                                                | Mondiali 2006 - Ottavi di finale                                         | -                                                                        | 81’                                                                      |
| 6-9-2006                                                                 | Al-Kuwait                                                                | Kuwait                                                                   | 2 – 0                                                                    | Australia                                                                | Qual. Coppa d'Asia 2007                                                  | -                                                                        |                                                                          |
| 7-10-2006                                                                | Brisbane                                                                 | Australia                                                                | 1 – 1                                                                    | Paraguay                                                                 | Amichevole                                                               | -                                                                        |                                                                          |
| 11-10-2006                                                               | Sydney                                                                   | Australia                                                                | 2 – 0                                                                    | Bahrein                                                                  | Qual. Coppa d'Asia 2007                                                  | 1                                                                        |                                                                          |
| 14-11-2006                                                               | Londra                                                                   | Australia                                                                | 1 – 1                                                                    | Ghana                                                                    | Amichevole                                                               | 1                                                                        |                                                                          |
| 6-2-2007                                                                 | Londra                                                                   | Australia                                                                | 1 – 3                                                                    | Danimarca                                                                | Amichevole                                                               | -                                                                        |                                                                          |
| 8-7-2007                                                                 | Bangkok                                                                  | Australia                                                                | 1 – 1                                                                    | Oman                                                                     | Coppa d'Asia 2007 - 1º turno                                             | -                                                                        | 46’                                                                      |
| 13-7-2007                                                                | Bangkok                                                                  | Iraq                                                                     | 3 – 1                                                                    | Australia                                                                | Coppa d'Asia 2007 - 1º turno                                             | -                                                                        | 71’                                                                      |
| 16-7-2007                                                                | Bangkok                                                                  | Thailandia                                                               | 0 – 4                                                                    | Australia                                                                | Coppa d'Asia 2007 - 1º turno                                             | -                                                                        | 28’ 61’                                                                  |
| 21-7-2007                                                                | Hanoi                                                                    | Giappone                                                                 | 1 – 1 dts (4 – 3 dtr)                                                    | Australia                                                                | Coppa d'Asia 2007 - Quarti di finale                                     | 1                                                                        | 33’ 82’                                                                  |
| 6-2-2008                                                                 | Melbourne                                                                | Australia                                                                | 3 – 0                                                                    | Qatar                                                                    | Qual. Mondiali 2010                                                      | -                                                                        | 70’                                                                      |
| Totale                                                                   |                                                                          | Presenze                                                                 | 55                                                                       |                                                                          | Reti (4º posto)                                                          | 27                                                                       |                                                                          |

## Palmarès

### Giocatore

#### Club
- Coppa del Belgio: 1

Standard Liegi: 1992-1993
- Campionato australiano: 1

Sydney FC: 2009-2010

#### Nazionale
- Coppa d'Oceania: 1

2004

#### Individuale
- Scarpa di bronzo della FIFA Confederations Cup: 1

Germania 2005

### Allenatore
- Campionato australiano: 1

Western United: 2021-2022